# نووا سوخا (شهرستان سوخاچف)
نووا سوخا (به لاتین: Nowa Sucha) یک روستا در لهستان است که در گمینا نووا سوخا واقع شده‌است.